# Anyphops montanus
Espèce
Synonymes
- Selenops montanus Lawrence, 1940

Anyphops montanus est une espèce d'araignées aranéomorphes de la famille des Selenopidae.

## Distribution
Cette espèce est endémique du Cap-Occidental en Afrique du Sud,.

## Description
La femelle holotype mesure 14,5 mm.

## Publication originale
- Lawrence, 1940 :  The genus Selenops (Araneae) in South Africa. Annals of the South African Museum, vol. 32, p. 555-608 (texte intégral).